# Candalanu
Candalanu ( cuneiforme neoassírio:  Kandalānu )  foi um rei vassalo da Babilônia sob os reis neoassírios Assurbanípal e Assuretililani, governando desde sua nomeação por Assurbanípal em 647 a.C. até sua própria morte em 627 a.C..
Após a rebelião fracassada do rei anterior da Babilônia, Samassumuquim, contra Assurbanípal, Candalanu foi proclamado como o novo rei vassalo da Babilônia. Sua formação é incerta; é possível que ele fosse um dos irmãos mais novos de Assurbanípal, um nobre babilônico que se aliou a ele na revolta de Samassumuquim, ou um homem simplório ou deformado nomeado rei para garantir que não ganhasse o apoio dos babilônios para novas ações contra o domínio assírio.
Uma figura misteriosa, o reinado de Candalanu é mal atestado, com as evidências históricas de seu tempo como governante limitadas a fórmulas de datas e textos cronológicos. Alguns historiadores acreditam que Candalanu era a mesma pessoa que Assurbanípal, sendo Candalanu simplesmente o nome usado pelo rei na Babilônia, mas esta ideia é considerada improvável pelos pesquisadores modernos.

## Contexto histórico
A Babilônia foi conquistada pelo Império Neoassírio por Tiglate-Pileser III (r. 745–727 a.C.) menos de um século antes de Candalanu se tornar seu rei. Durante a maior parte do período desde esta conquista, o rei assírio reinou simultaneamente como rei da Babilônia, embora os babilônios muitas vezes se ressentissem de seu governo. Numa tentativa de possivelmente mitigar a animosidade dos babilônios, Assaradão (r. 681–669 a.C.) após sua morte concedeu os reinados da Assíria e da Babilônia a dois filhos diferentes. O filho mais velho , Samassumuquim, recebeu a Babilônia, enquanto o mais jovem, Assurbanípal, se tornaria rei da Assíria.
Embora este arranjo de dois reis tenha funcionado por algum tempo, Samassumuquim estava em uma posição subordinada a Assurbanípal. As inscrições sugerem que quaisquer ordens que Samassumuquim desse aos seus súditos deveriam primeiro ser verificadas e aprovadas por seu irmão.  Assurbanípal tinha uma guarnição permanente estacionada em Borsipa, uma cidade dentro do domínio de Samassumuquim.  Também existem petições preservadas enviadas por funcionários da Babilônia diretamente a Assurbanípal - se Samassumuquim fosse o soberano universalmente respeitado da Babilônia, ele provavelmente teria sido o destinatário de tais cartas.  Os registros reais da Babilônia durante o tempo de coexistência pacífica entre Assurbanípal e Samassumuquim mencionam ambos os nomes, mas documentos contemporâneos da Assíria apenas mencionam Assurbanípal, reforçando que os dois reis não eram iguais em status. 
Samassumuquim ficou ressentido e em 652 a.C. ele se rebelou, reunindo uma coalizão de inimigos da Assíria para ajudá-lo em seu esforço para se livrar do jugo de Assurbanípal.  A revolta não teve sucesso e por volta de 650 a.C., a maioria das cidades sob o controle de Samassumuquim havia sido sitiada, incluindo a própria Babilônia. Tendo suportado fome e doenças durante o cerco, esta caiu em 648 a.C. e foi saqueada. As circunstâncias da morte de Samassumuquim após o cerco não são claras; embora a lenda popular diga que ele cometeu suicídio ateando fogo a si mesmo em seu palácio, os textos contemporâneos (principalmente os próprios anais de Assurbanípal) apenas dizem que ele "encontrou uma morte cruel" e que os deuses "o entregaram ao fogo e destruiu sua vida". Além do suicídio por autoimolação ou outros meios, ele pode ter sido executado ou morto acidentalmente. 

### Reinado e papel
Com a derrota de Samassumuquim, Assurbanípal incorporou mais uma vez a região ao Império Neoassírio. Em vez de assumir ele mesmo a realeza, ele nomeou um novo rei vassalo, Candalanu. A origem de Candalanu é incerta, ele pode ter sido um irmão mais novo do rei ou um nobre babilônico que se aliou a ele na guerra civil.   Seu nome parece significar algum tipo de deformidade física, possivelmente um pé torto. Alternativamente, ele poderia até ter sido ingênuo e, devido a qualquer deformidade ou ingenuidade, dificilmente obteria apoio para qualquer ação em relação à Assíria. Ele também poderia ter sido perfeitamente saudável, pois a nomeação de um rei deformado ou simplório poderia ter sido vista como uma grave ofensa pelos babilônios e poderia, assim, ter instigado mais agitação na região. 
Os únicos registros contemporâneos autênticos do reinado de Candalanu que sobreviveram são fórmulas de datas em documentos referentes ao seu governo e textos cronológicos (uma crônica e listas de reis posteriores).  Seu reino que ele governou era o mesmo de Samassumuquim, com exceção da cidade de Nipur, que Assurbanípal converteu em uma poderosa fortaleza assíria.  É provável que a sua autoridade tenha sido muito limitada e nada se sabe sobre as suas ações e atividades. Ele provavelmente não tinha nenhum poder político e militar verdadeiro, que estava firmemente nas mãos dos assírios. 

### Identificação com Assurbanípal
Tradicionalmente, os historiadores presumiram que o último ano de Assurbanípal foi 627 a.C., de acordo com uma inscrição em Harã feita pela mãe do rei neobabilônico Nabonido quase um século depois. A última evidência contemporânea de Assurbanípal estar vivo e reinar como rei é um contrato da cidade de Nipur feito em 631 a.C..  Para que a duração atestada dos reinados de seus sucessores Assuretililani e Sinsariscum correspondam, seu governo deve ter terminado em 631 a.C.,  o ano de sua morte.   Se tivesse terminado em 627 a.C., as inscrições de seus sucessores Assuretililani e Sinsariscum na Babilônia teriam sido impossíveis, pois a cidade foi tomada por Nabopolassar em 626 a.C., e nunca mais caiu nas mãos dos assírios. 
Uma teoria outrora popular para explicar a discrepância entre o reinado de 42 anos reivindicado na inscrição de Harrã e o reinado mais provável de 38 anos, por exemplo defendido pelo historiador polonês Stefan Zawadzki em seu livro A Queda da Assíria (1988), é que Assurbanípal e Candalanu eram a mesma pessoa, sendo Candalanu simplesmente o nome que o rei usou na Babilônia. Isto é considerado improvável por vários motivos. Nenhum rei assírio anterior usou um nome alternativo na Babilônia. Inscrições da Babilônia também mostram uma diferença na duração dos reinados de Assurbanípal e Candalanu; O reinado de Assurbanípal é contado a partir de seu primeiro ano completo como rei (668 a.C.) e o de Candalanu é contado a partir de seu primeiro ano completo como rei (647 a.C.). Todos os reis assírios que governaram pessoalmente a Babilônia usaram o título "Rei da Babilônia" em suas próprias inscrições, mas não é usado nas inscrições de Assurbanípal, mesmo naquelas feitas depois de 648 a.C.. Os documentos babilônicos os tratam como duas pessoas diferentes, sem nenhuma fonte babilônica contemporânea descrevendo Assurbanípal como rei da Babilônia.[carece de fontes?]